# Селиште (Врница)
Селиште  је археолошко налазиште које се налази у месту Врница, општина Вучитрн. Претпоставља се да је период градње између 100. и 600. године. Археолошким рекогносцирањем терена октривени су остаци насеља, које је датовано у период антике.